# Édouard Klabinski
Édouard Klabinski, né Edward Klabiński le 7 août 1920 à Herne en Allemagne et mort le 4 mars 1997 à Halluin en France, est un coureur cycliste polonais. Il est le premier vainqueur du Critérium du Dauphiné libéré en 1947.

## Palmarès
- 1945
  - Grand Prix du Nord
- 1947
  - Charleroi-Chaudfontaine
  - Critérium du Dauphiné libéré
  - 2e de Paris-Valenciennes
  - 2e du Circuit du Pévèle
- 1948
  - Lille-Calais-Lille
  - Circuit du Pévèle
  - 3e de Tourcoing-Dunkerque-Tourcoing
  - 3e du Grand Prix de Fourmies
- 1949
  - Lille-Calais-Lille
  - 2e de Paris-Valenciennes
  - 2e du Circuit de la Vallée de l'Aa
- 1950
  - Grand Prix de Fourmies
  - 3e étape du Tour de l'Ouest
  - Lille-Calais-Lille
  - Circuit du Pévèle
  - 2e du Circuit du Port de Dunkerque
  - 2e de Paris-Boulogne-sur-Mer
- 1952
  - 3e du Circuit du Pévèle
- 1954
  - 8e et 9e étapes de la Course de la Paix
- 1955
  - Tourcoing-Bethune-Tourcoing
  - Grand Prix d'Orchies
  - 2e de Paris-Valenciennes
  - 3e du Grand Prix d'Isbergues
- 1956
  - Grand Prix Olga Choppart
  - 1re étape du Tour de Champagne
  - Grand Prix d'Orchies
  - 2e des Trois Jours d'Hénin-Liétard
  - 2e du Circuit du Pévèle
- 1957
  - Le Cateau-Cambrésis-Arras
  - Paris-Arras
  - Paris-Douai
  - Circuit franco-belge
  - 2e de Roubaix-Cassel-Roubaix
- 1958
  - Roubaix-Cassel-Roubaix

## Résultats sur le Tour de France
3 participations
- 1947 : 34e
- 1948 : 18e
- 1949 : abandon (5e étape)